# 堀井沙織
堀井 沙織（ほりい さおり、1984年8月9日 - ）は、日本の元タレント、グラビアアイドル。
東京都出身。プラチカに所属していたが、2010年2月末をもって退所し、引退。

## 人物
- 東京都出身、大卒。
- 愛称は「さおりん」
- 趣味はリフレクソロジー、愛犬シフォンのお散歩、ゲーム。
- 愛犬シフォンの愛称はシフォンたん。ゲームは対戦ゲームが得意。
- リフレクソロジーやアロマの資格をもつ癒し系アイドル。

## 略歴
- イベントコンパニオンをしていた頃にフェイスネットワークにスカウトされ、2006年より所属。
- 当初はレースクイーンとしての所属だったが、芸能部（現在のプラチカ）マネージャーに見出され芸能部に抜擢昇格しアイドル活動も並行して開始。
- 2006年4月、グラビア誌にて芸能界デビュー。アイドル活動に専念するためレースクイーンは1年のみで卒業。
- 着実にアイドルとしての経歴を重ね、5枚目となるイメージDVD「Lovely Flower♥」では増刷するほどの大ヒット。
- 2007年からはTVにも進出。
- 2008年4月、フェイスネットワークから芸能部がプラチカへと分社化するに伴い、プラチカ所属となる。
- 2008年10月以降はTV・雑誌・DVDでの主だった活動をしていなかったが、2010年2月末をもって引退することが本人のブログで発表された。

## 出演

### テレビ番組
- くりぃむナントカ（2007年、テレビ朝日）
- エンタの味方!（2008年、TBS）
- グラビアの美少女（2008年、スカパー!MONDO21）

### イメージDVD
- さおりんといっしょ♥～にっこりサイド～（2007年1月26日、スパークビジョン）
- さおりんといっしょ♥～しっとりサイド～（2007年3月28日、スパークビジョン）
- さおりんLove♥（2007年8月24日、竹書房）
- 大好きっ♥（2007年11月25日、グラディア）
- Lovely Flower♥（2008年3月22日、晋遊舎）
- ときめきLOVE♥（2008年10月22日、トリコ）